# سیل‌های هولمفرث
سیل‌های هولمفرث به مجموعه‌ای از سیل‌های شدید اشاره دارد که در دره هولم، یورک‌شر غربی، انگلستان رخ داده‌اند و هولمفرث و دیگر سکونتگاه‌های این دره را تحت تأثیر قرار داده‌اند. نخستین واقعهٔ ثبت‌شده از این مجموعه‌سیل‌ها مربوط به سال ۱۷۳۸ و آخرین آن‌ها مربوط به سال ۱۹۴۴ است. شدیدترین سیل از این مجموعه در اوایل صبح روز ۵ فوریهٔ ۱۸۵۲ رخ داد و باعث سقوط خاکریز مخزن سد بلبری و منجر به مرگ ۸۱ نفر شد. این سیل از نظر تلفات جانی ناشی از سیل و رانش زمین در تاریخ بشریت، به‌عنوان بیست و سومین حادثهٔ جدی در سراسر جهان ثبت شده‌است.

## ۱۷۳۸
باران شدید و طوفان باعث شد که آب رود هولم از کناره‌های آن خارج شود و منجر به جاری شدن سیل در دره شود. اگرچه به زمین‌های کشاورزی خسارت وارد شد، اما این حادثه تلفات جانی نداشت.

## ۱۷۷۷
در پی طوفان شدید در روز چهارشنبه ۲۱ ژوئیهٔ ۱۷۷۷، آب رود هولم از کناره‌های آن خارج شد و باعث جاری شدن سیل در دره شد. در این حادثه سه نفر غرق شدند و یک کلیسای سنگی که در سال ۱۴۷۶ ساخته شده‌بود، تخریب شد. این کلیسا در سال بعد با بودجهٔ تأمین‌شده از سوی لباس‌فروشان محلی بازسازی شد.

## ۱۸۲۱
در پی باران شدید و طوفان در ۲۱ سپتامبر ۱۸۲۱، آب رود هولم دوباره در درهٔ اطراف هولمفرث جاری شد، اما این حادثه هیچ تلفات جانی نداشت.

## ۱۸۵۲

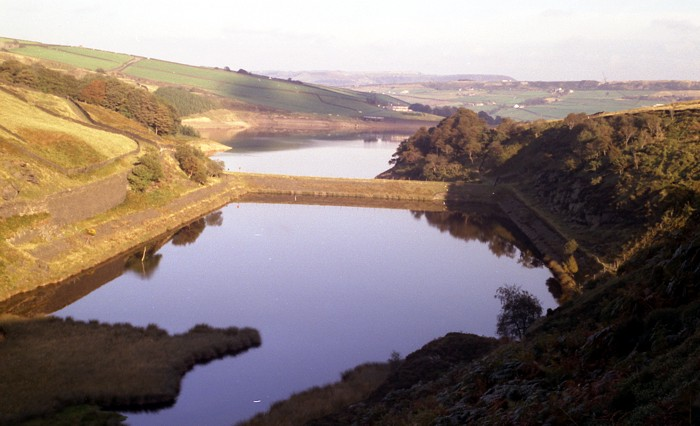
مخازن سد بلبری و دیگلی

سیل سال ۱۸۵۲ زمانی رخ داد که خاکریز مخزن بلبری فرو ریخت و ۸۶ میلیون گالون آب در رود هولم رها شد. این حادثه باعث مرگ ۸۱ نفر و وارد شدن خسارت زیادی به اموال مردم در دره شد و بسیاری را بی‌خانمان و بی‌کار کرد. ساختمان‌ها و بناهای تخریب‌شده شامل چهار آسیاب، ده کارگاه رنگرزی، سه کورهٔ خشک‌کن، ۲۷ کلبه، خانهٔ هفت نفر از بازرگانان، هفت مغازه، هفت پل عبوری از رودخانهٔ هلم، ده انبار، هشت انبار غله و اصطبل بود.
سقوط خاکریز سد در حدود ساعت ۱:۰۰ روز ۵ فوریهٔ ۱۸۵۲ و در پی یک دوره باران شدید رخ داد. ماجرای این سیل به تیتر نخست صفحهٔ اول روزنامهٔ لندن استاندارد تبدیل شد.
نتایج یک تحقیق پس از وقوع فاجعه نشان داد که مخزن سد «در ساخت اولیهٔ خود دارای نقص بوده» و «مسئولان به‌دلیل اجازه دادن به مخزن بلبری برای ادامهٔ کار در وضعیت خطرناک با آگاهی کامل آن وضعیت، و خودداری از پایین‌آوردن گودال زباله، مرتکب سهل‌انگاری بزرگی شده و در این حادثه مقصر هستند».

## ۱۹۴۴
در دوشنبهٔ ویت، ۲۹ مه ۱۹۴۴، یک سیل ناگهانی که به‌دنبال یک رعد و برق شدید جاری شد، باعث مرگ سه نفر در درهٔ هولم شد. به‌دنبال محدودیت‌های گزارش‌دهی به‌دلیل جریان داشتن جنگ جهانی دوم، این حادثه به‌طور گسترده‌ای گزارش نشد و یک هفته بعد تحت‌الشعاع حمله به نرماندی قرار گرفت. این امر منجر به سردرگمی در مورد علت دقیق سیل شد، اما تأیید شد که مخزن بلبری در این حادثه مقصر نبوده‌است. گمانه‌هایی وجود داشت که مخزن سد در واقع مانع از شدیدتر شدن سیلاب شده‌است. اسیران جنگی اهل آلمان که در این منطقه مستقر بودند، به نجات ساکنان و اموال محلی کمک کردند. در پی وقوع این حادثه، خسارت‌های زیادی به اموال مردم در دره وارد شد: ۱۷ آسیاب، ۶۱ مغازه و ۱۰۹ خانه به زیر آب رفتند.
جفری رایلی (۱۹۲۹–۲۰۰۵)، که در زمان این رویداد ۱۴ ساله بود، به پاس تلاش‌هایش برای نجات جان یک زن مسن گرفتار در سیل، نشان صلیب جرج را دریافت کرد. این زن و پدر جفری، که او نیز سعی داشت آن زن را از غرق شدن نجات دهد، هر دو در سیل جان خود را از دست دادند. جفری در ابتدا مدال آلبرت را دریافت کرد. با این حال، حکم سلطنتی در سال ۱۹۷۱ متوقف شد و او در ۶ مارس ۱۹۷۳ در کاخ باکینگهام این مدال را با صلیب جورج مبادله کرد.